# The Weakerthans
I Weakerthans sono un gruppo indie rock canadese formato da quattro membri (a volte sei), che è diventato uno dei gruppi più popolari sulla scena musicale canadese odierna grazie ad un mix di folk punk e testi colti, audaci ed introspettivi.

## Storia
Formatosi nel 1997 a Winnipeg, nel Manitoba, il gruppo è stato fondato da John K. Samson, dopo aver lasciato il famoso gruppo punk Propagandhi per poter scrivere e aprire una casa editrice. Samson ha iniziato a lavorare con il bassista John P. Sutton ed il batterista Jason Tait ed ha creato i Weakerthans per veicolare uno stile artistico più melodico ed introspettivo rispetto al periodo in cui suonava con i Propagandhi.
L'album di debutto, Fallow, è stato pubblicato nel 1997 dalla G7 Welcoming Committee Records e ha valso al gruppo recensioni positive da parte dei critici musicali canadesi. Il chitarrista Stephen Carroll si è unito al gruppo in seguito, e nel 2001 è uscito Left and Leaving.
Nel 2003 il gruppo ha pubblicato Reconstruction Site, abbandonando la G7 Welcoming Committee per la Epitaph Records, ed ha ricevuto critiche entusiastiche da parte di esperti musicali canadesi ed internazionali per la loro ambiziosa combinazione di punk, rock, country, sonetti e testi riguardanti un gatto che dispensa incoraggiamenti emotivi. È anche diventato il loro album più venduto finora ed ha segnato il loro debutto sulla radio canadese.
Sutton, dopo aver suonato in tutti e tre gli album, ha abbandonato il gruppo nell'agosto del 2004 ed è stato rimpiazzato da Greg Smith.
Nel 2005 Left and Leaving è stato eletto come uno dei dieci migliori album canadesi di tutti i tempi, in un sondaggio tra i lettori della rivista Chart.
Nel 2006 i Weakerthans, con l'eccezione di Samson, hanno suonato per il secondo album solista di Greg Graffin, intitolato Cold as the Clay. Tait ha registrato e si è esibito anche con i Broken Social Scene. Samson collabora spesso con sua moglie, Christine Fellows; Tait, Samson e la Fellows hanno collaborato anche con il poeta e regista Clive Holden.

## Formazione

### Formazione attuale
- John K. Samson (voce, chitarra)
- Jason Tait (batteria, percussioni, vibrafono, tastiere)
- Stephen Carroll (chitarra, pedal steel guitar, lap steel guitar, tastiere)
- Greg Smith (basso)

### Membri aggiuntivi ai concerti
- Dave MacKinnon (tastiere)
- Brian Poirier (chitarra acustica e cori)

MacKinnon e Poirier hanno una propria band, The FemBots.

### Ex componenti
- John P. Sutton (basso)

## Discografia

### Album studio
- 1997 - Fallow
- 2000 - Left and Leaving
- 2003 - Reconstruction Site
- 2007 - Reunion Tour

### Album live
- 2010 - Live at the Burton Cummings Theatre

### EP
- 2001 - Watermark

In un'intervista del 2006 rilasciata alla CBC Radio 3, Samson ha dichiarato di non poter indicare una data precisa per la pubblicazione del prossimo album dei Weakerthans, aggiungendo che per scrivere le canzoni di un album gli ci vuole più tempo che agli altri autori di sua conoscenza . Ciò nonostante, il gruppo ha eseguito diversi nuovi brani nei concerti del 2005 e 2006, tra i quali "Utilities", "Night Windows", "Civil Twilight" e "Sun in an Empty Room", che potrebbe entrare a far parte dell'album

### Brani contenuti in raccolte
- Hopelessly Devoted to You Vol. 3 (2000, Hopeless/Sub City Records)
  - "Watermark" (da Left and Leaving)
  - "Confessions of a Futon Revolutionist (Country Style)" (inedito)
- Hopelessly Devoted to You Vol. 4 (2002, Hopeless/Sub City Records)
  - "Past Due (versione acustica inedita antecedente a Reconstruction Site)
  - "Aside" (da Left and Leaving)
- Hopelessly Devoted to You Vol. 6 (2006, Hopeless/Sub City Records)
  - "Diagnosis" (da Fallow)
  - "Aside" (da Left and Leaving)
- Operation: Punk Rock Freedom (2003, Hopeless/Sub City Records)
  - "Watermark" (da Left and Leaving)
  - "Confessions of a Futon Revolutionist" (da Fallow)
- Punk-O-Rama Vol. 9 (2004, Epitaph Records)
  - "Plea from a Cat Named Virtute" (da Reconstruction Site)
- Take Penacilin Now (2005, G7 Welcoming Committee Records)
  - "My Favourite Power Chords" (versione alternativa di "My Favourite Chords" di Left and Leaving)
- Wedding Crashers Soundtrack (2005, New Line Records)
  - "Aside" (da Left and Leaving)
- War Child - HELP! a day in the life (2006, Sony BMG Music)
  - "Utilities" (inedito)

### Album correlati
- John K. Samson - Slips and Tangles (1993), Little Pictures (1995, 2006)
- Clive Holden - Trains of Winnipeg (2004)
- Greg Graffin - Cold as the Clay (2006)